# Europejska Konferencja Lotnictwa Cywilnego
Europejska Konferencja Lotnictwa Cywilnego (ang. European Civil Aviation Conference, ECAC fr. Conférence Européenne de l’Aviation Civile, CEAC) to międzyrządowa organizacja utworzona w 1955 r. przez Organizację Międzynarodowego Lotnictwa Cywilnego (ICAO) oraz Radę Europy. Jest to najdłużej istniejąca organizacja lotnictwa cywilnego w Europie. Zadaniem organizacji jest zharmonizowanie polityki oraz praktyk w zakresie lotnictwa cywilnego wśród jej państw członkowskich, a misją – promocja ciągłego rozwoju bezpiecznego, wydajnego i zrównoważonego systemu transportu lotniczego w Europie.

## Podstawa prawna
ECAC został utworzony na podstawie Resolution formally constituting ECAC (ECAC/1-RES.1, 1955), co było możliwe dzięki rekomendacji nr 28 Konferencji Koordynacji Transportu Lotniczego w Europie (ang. the Conference on Co-ordination of Air Transport in Europe, CATE). Podczas inauguracyjnej konferencji w 1955 r. wybrana została Komisja Konstytucyjna, która zatwierdziła powstanie organizacji. Uchwała określiła podstawowe zasady działalności ECAC, państwa członkowskie oraz warunki współpracy ECAC z ICAO, a także innymi organizacjami lotniczymi.
Podczas pierwszej sesji ECAC zastanawiano się, jaki kształt powinna przyjąć organizacja – do wyboru były trzy alternatywy:
1. zupełnie niezależna agencja,
2. ciało podporządkowane ICAO oraz zintegrowane w całości z tą organizacją, jak to przewidziano w art. 55(a) Konwencji chicagowskiej;
3. ciało o statusie pośrednim, jak rozważano w rekomendacji nr 28 CATE, które sformułuje swój własny program, organizuje własne spotkania, tworzy własną agendę, ale będzie funkcjonować w ścisłej współpracy z ICAO oraz korzystać z usług Sekretariatu ICAO.

Wybrana została opcja trzecią.
ECAC posiada także swoją Konstytucję (1993) oraz Regulamin Wewnętrzny (Rules of Procedure, 1994) wraz z załącznikami, które regulują działalność organizacji, jej strukturę, współpracę z ICAO oraz innymi organizacjami lotniczymi, a także kwestię Focal Points.

## Historia[2][1]
Pomysł stworzenia europejskiej organizacji transportu lotniczego pojawił się w 1951 r. podczas Zgromadzenia Konsultacyjnego Rady Europy, która przedstawiła kilka propozycji współpracy wewnątrz Europy w kwestii transportu, w tym zasugerowała swojemu Komitetowi Ministrów zwołanie konferencji, która miałaby zrzeszać rządowych ekspertów w dziedzinie transportu lotniczego oraz reprezentantów różnych europejskich przedsiębiorstw lotniczych.
Członkowie Komitetu zdecydowali jednak, że ciałem odpowiedniejszym do podjęcia się takiego zadania jest Organizacja Międzynarodowego Lotnictwa Cywilnego (ICAO) – decyzja ta została podjęta w Resolutions of the Council of ICAO and the Council of Europe Relative to the Convening of a Conference on the Co-ordination of Air Transport in Europe.
Rada ICAO przystała na propozycję Rady Europy, adaptując rezolucję ICAO Doc 7447-C/868, lecz zasugerowała najpierw powołanie komitetu przygotowawczego, by omówić rolę ICAO w przedsięwzięciu oraz jasno określić kwestie, które mają zostać poruszone. Komitet miał być odpowiedzialny za analizę agendy oraz wszystkich materiałów z nią związanych, a także zgłoszenie wszelkich wątpliwości z nimi związanych do ICAO.
Spotkanie komitetu składającego się z dziewięciu państw odbyło się w listopadzie 1953 r. w Paryżu. Członkom komitetu udało się osiągnąć jednomyślność co do kształtu agendy – stanowiła ona podstawę do utworzenia przepisów ramowych programu ECAC.
CATE (ang. the Conference on Co-ordination of Air Transport in Europe) została formalnie zwołana przez ICAO w grudniu 1953 r. i odbyła się po raz pierwszy w Strasburgu w kwietniu 1954 r. W związku z dużą ilością zgłoszonych rekomendacji, które wymagałyby działań następczych, zdecydowano się na utworzenie stałej europejskiej organizacji stworzonej z przedstawicieli władz lotniczych oraz pozostającej w stałym kontakcie z ICAO. Zasugerowano, by organizacja nazywała się „European Civil Aviation Conference”, by spotykała się regularnie oraz była jak najściślej związana z ICAO, jak i innymi zainteresowanymi organizacjami.
Inauguracyjna konferencja ECAC odbyła się w Strasburgu między 28 listopada a 20 grudnia 1955 r. Postanowiono, że organizacja opracuje własny statut i program, ale będzie ściśle współpracować z ICAO, a nawet korzystać z usług jego Sekretariatu. Koszty poniesione przez ICAO na rzecz ECAC miały być podzielone proporcjonalnie między państwa ECAC (w zależności od sumy składek wnoszonych do ICAO przez te państwa).
W 2020 r. doszło do oddzielenia działalności ECAC od działalności ICAO. Ponadto ICAO przestała świadczyć na rzecz ECAC usługi administracyjne, niemniej jednak obie organizacje nadal współpracują ze sobą. 26 marca 2020 r. podpisana została umowa między ECAC i Eurocontrol, na mocy której usługi administracyjne dla ECAC będą świadczone przez Eurocontrol (the Agreement signed between EUROCONTROL and ECAC on 26 March 2020, with effect as from 01 April 2020 concerning the provision by EUROCONTROL of administrative services to ECAC). Umowa weszła w życie 1 kwietnia 2020 r.

## Struktura
Organizacja opiera swoją działalność na organizowanych raz na trzy lata sesjach plenarnych, spotkaniach Dyrektorów Generalnych ECAC (trzy razy do roku) oraz Komitetu Koordynacyjnego ECAC (kilka razy w roku), który składa się z Przewodniczącego ECAC (ang. President), trzech Wiceprzewodniczących (ang. Vice-Presidents) oraz maksymalnie siedmiu koordynatorów (ang. Focal Points)– są oni powoływani z grupy dyrektorów generalnych lotnictwa cywilnego (ang. Directors General of Civil Aviation, DGCA) i są odpowiedzialni za kierowanie działalnością ECAC w konkretnych dziedzinach, z pomocą specjalistów, grup roboczych i zadaniowych.
Istnieje również Sekretariat organizacji, nad którym opiekę sprawuje Sekretarz Wykonawczy.
Siedziba ECAC znajduje się w Paryżu, a językami roboczymi jest język angielski oraz francuski.

### Sesje plenarne
ECAC spotyka się raz na trzy lata na obradach plenarnych, które odbywają się w Parlamencie Europejskim w Strasburgu. Celem obrad jest utworzenie programu pracy ECAC oraz budżetu na następne trzy lata. Delegaci omawiają również sprawozdania z działalności organizacji od czasu poprzedniej sesji plenarnej, uchwalane są zalecenia, uchwały i wytyczne, a także wybierani są: Przewodniczący ECAC, Wiceprzewodniczący oraz członkowie Komitetu Koordynacyjnego.

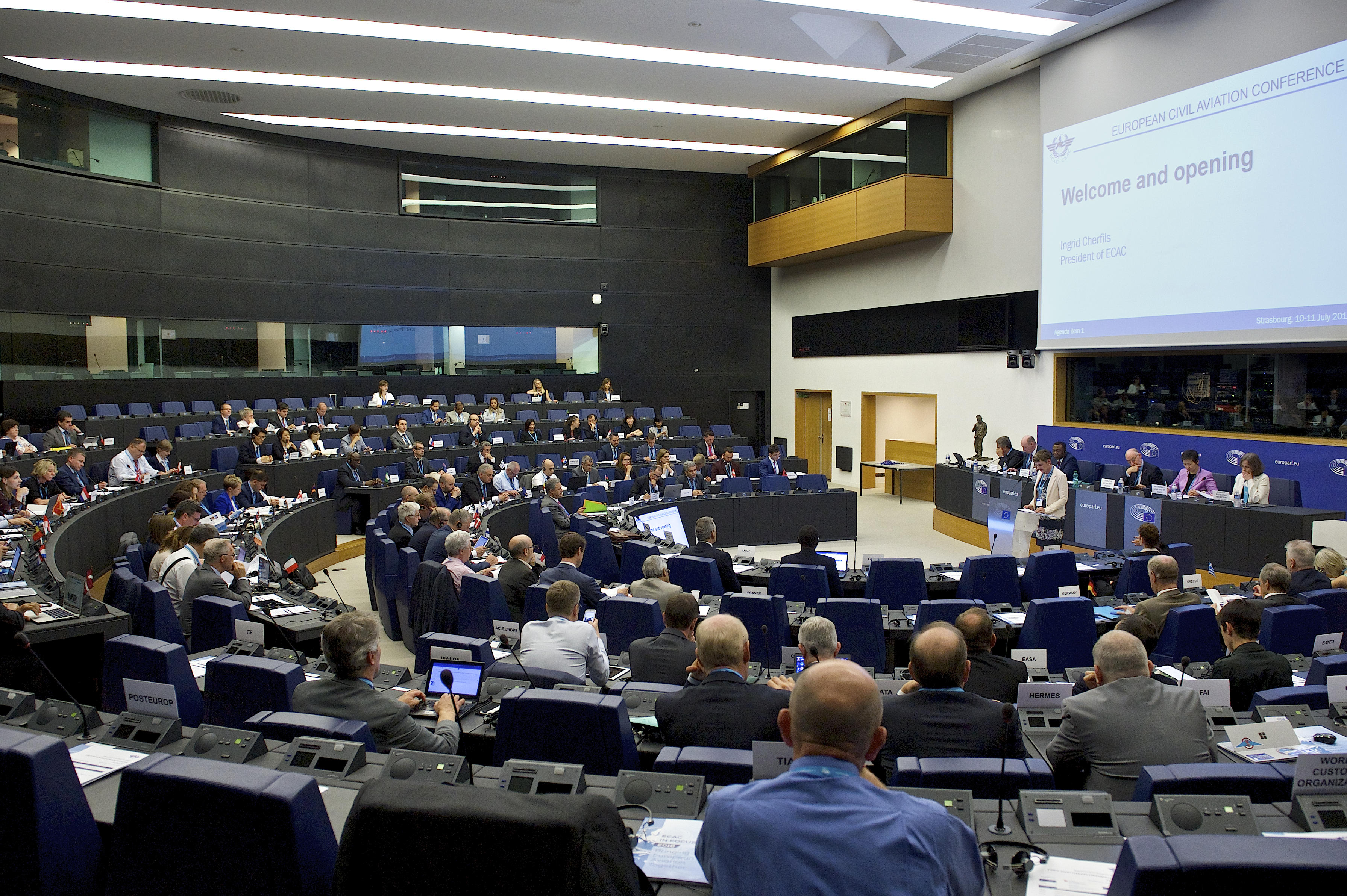
36. sesja plenarna ECAC

Istnieją pewne kryteria określające, jakie kwestie mogą zostać włączone do programu pracy organizacji na następne trzy lata:
- zagadnienie to musi być ważne oraz stanowić obiekt zainteresowań dużej liczby państw członkowskich lub innych organizacji europejskich,
- akceptowalne rozwiązanie danego problemu jest możliwe do zrealizowania,
- oczekiwane skutki działań mogą przyczynić się do poprawy efektywności, zwłaszcza dla pracy Komisji Europejskiej oraz ICAO[7].

Ostatnia sesja plenarna miała miejsce w 2018 r., podczas której został ustalony program pracy na lata 2019–2021. Następna sesja plenarna odbędzie się w 2021 r.

### Spotkania Dyrektorów Generalnych
Spotkania Dyrektorów Generalnych lotnictwa cywilnego wszystkich państw członkowskich ECAC (ang. Director General Meetings) odbywają się trzy razy w roku. Podczas nich dyskutowane są kwestie dotyczące europejskiego i światowego lotnictwa oraz podejmowane kluczowe decyzje mające na celu zapewnienie jednolitego europejskiego stanowiska.
Corocznie odbywa się także Forum ECAC, podczas którego Dyrektorzy mają szanse na odbycie nieformalnych dyskusji strategicznych na tematy o dużym znaczeniu.

### Komitet Koordynacyjny
Komitet Koordynacyjny ECAC (ang. ECAC Coordinating Committee) jest organem administrującym organizacją pomiędzy sesjami. Do obowiązków Komitetu należy tworzenie agendy sesji, tworzenie kalendarza spotkań, koordynowanie pracami organów organizacji oraz podmiotów z nią związanych oraz rozporządzaniem i pilnowaniem wykonania budżetu.
W skład Komitetu wchodzą:
- Przewodniczący ECAC,
- Maksymalnie 3 Wiceprzewodniczących,
- Przewodniczący podmiotów związanych,
- Maksymalnie 7 innych członków, którzy są dyrektorami generalnymi lotnictwa cywilnego państwa członkowskiego.

Przewodniczący ECAC wybierani są na trzyletnią kadencję z możliwością reelekcji. Od 2014 r. stanowisko przewodniczącej sprawuje Ingrid Cherfils ze Szwecji. Wiceprzewodniczącymi są Patrick Gandil (Francja) oraz Alessio Quaranta (Włochy).

### Focal Points
Na chwilę obecną (sierpień 2020) jest 7 koordynatorów:
- Focal Point for External Relations – stosunki zewnętrzne,
- Focal Point for Safety – bezpieczeństwo,
- Focal Point for Facilitation and Security – ułatwienia oraz ochrona,
- Focal Point for Environmental Matters – ochrona środowiska,
- Focal Point for Economic Matters – kwestie ekonomiczne,
- Focal Point for Remotely Piloted Aircraft Systems (RPAS) – bezzałogowe statki powietrzne.

Zakres kompetencji poszczególnych koordynatorów został określony w Konstytucji ECAC, lecz każdy z nich jest odpowiedzialny za implementację programu ze swojej dziedziny, tworzenie grup roboczych i zadaniowych, a także zdawanie raportu z działalności zespołu podczas spotkań Dyrektorów Generalnych oraz Komitetu Koordynacyjnego.

### JAA TO
The Joint Aviation Authorities Training Organisation (JAA TO) jest podmiotem związanym z ECAC, oferującym szkolenia w zakresie bezpieczeństwa w lotnictwie skupiające się na regulacjach oraz zasadach panujących w Europie. JAA TO powstało z organizacji Joint Aviation Authorities (JAA), która stanowiła pierwowzór EASA.

## Państwa członkowskie[8]
ECAC liczy 44 państwa członkowskie, z czego 19 to państwa założycielskie.
Do państw członkowskich ECAC należą wszystkie 27 państw Unii Europejskiej, 31 z 32 państw członkowskich EASA oraz wszystkie 41 państw Eurocontrol. Państwa, które należą tylko i wyłącznie do ECAC to Azerbejdżan, Islandia oraz San Marino.
| Państwo              | Data przystąpienia | Status                 |
| -------------------- | ------------------ | ---------------------- |
| Albania              | lipiec 1998        |                        |
| Armenia              | grudzień 1996      |                        |
| Austria              | 1955               | państwo założycielskie |
| Azerbejdżan          | listopad 2002      |                        |
| Belgia               | 1955               | państwo założycielskie |
| Bośnia i Hercegowina | listopad 2002      |                        |
| Bułgaria             | czerwiec 1991      |                        |
| Chorwacja            | lipiec 1992        |                        |
| Cypr                 | lipiec 1969        |                        |
| Czarnogóra           | czerwiec 2008      |                        |
| Czechy               | czerwiec 1991      |                        |
| Dania                | 1955               | państwo założycielskie |
| Estonia              | marzec 1995        |                        |
| Finlandia            | 1955               | państwo założycielskie |
| Francja              | 1955               | państwo założycielskie |
| Grecja               | 1955               | państwo założycielskie |
| Gruzja               | kwiecień 2005      |                        |
| Hiszpania            | 1955               | państwo założycielskie |
| Holandia             | 1955               | państwo założycielskie |
| Irlandia             | 1955               | państwo założycielskie |
| Islandia             | 1955               | państwo założycielskie |
| Litwa                | lipiec 1992        |                        |
| Luksemburg           | 1955               | państwo założycielskie |
| Łotwa                | kwiecień 1993      |                        |
| Macedonia Północna   | lipiec 1997        |                        |
| Malta                | czerwiec 1979      |                        |
| Mołdawia             | grudzień 1996      |                        |
| Monako               | czerwiec 1989      |                        |
| Niemcy               | 1955               | państwo założycielskie |
| Norwegia             | 1955               | państwo założycielskie |
| Polska               | czerwiec 1990      |                        |
| Portugalia           | 1955               | państwo założycielskie |
| Rumunia              | czerwiec 1991      |                        |
| San Marino           | czerwiec 2008      |                        |
| Serbia               | listopad 2002      |                        |
| Słowacja             | styczeń 1993       |                        |
| Słowenia             | lipiec 1992        |                        |
| Szwajcaria           | 1955               | państwo założycielskie |
| Szwecja              | 1955               | państwo założycielskie |
| Turcja               | 1955               | państwo założycielskie |
| Ukraina              | grudzień 1999      |                        |
| Węgry                | czerwiec 1990      |                        |
| Wielka Brytania      | 1955               | państwo założycielskie |
| Włochy               | 1955               | państwo założycielskie |

## Polska w ECAC[9]
Polska jest członkiem ECAC od czerwca 1990 r. Prezes Urzędu Lotnictwa Cywilnego bierze udział w sesjach plenarnych ECAC oraz spotkaniach Dyrektorów Generalnych Lotnictwa Cywilnego. Od maja 2018 r. Obecny Prezes ULC, Piotr Samson, jest również członkiem Komitetu Koordynacyjnego ECAC.
Przepisy ECAC są implementowane do polskiego porządku prawnego na mocy art. 3 ust. 4 pkt 4 ustawy Prawo Lotnicze.

## Organizacje siostrzane
ECAC stał się modelową organizacją regionalną, na bazie której powstały organizacje siostrzane zrzeszające państwa Ameryki Łacińskiej oraz państwa afrykańskie i arabskie:
- ACAO – Arab Civil Aviation Organization,
- AFCAC – African Civil Aviation Commission,
- LACAC – Latin-American Civil Aviation Commission.